# Engmans Kapell
Engmans Kapell és un grup de música folk-rock suec. El líder del grup és Pär Engman (veu, guitarra, bousoki i mandolina), nascut el 26 d'octubre 1972, a Bergsjö (Hälsingland). Altres membres són Dedde Malmqvist (baix), Joakim Blomgren (guitarra), Gorg Antonsson (violí), Urban Andersson (acordió) i Peppe Lindholm (bateria). El 2000, van editar l'àlbum de debut del grup, Pensionat Liljevahls. A l'octubre de 2009 apareixia En by mellan två berg.

## Discografia
- 2000. Pensionat Liljevahls
- 2009. En by mellan två berg